# Egzorcysta III
Egzorcysta III (tytuł oryg. The Exorcist III) – amerykański filmowy horror z roku 1990, kontynuacja filmu Egzorcysta (1973). Film wyreżyserował do własnego scenariusza (opartego na własnej powieści pt. Legion) William Peter Blatty.

## Fabuła
Dochodzi do serii makabrycznych morderstw. W tajemniczych okolicznościach giną kolejne ofiary. Sposób, w jaki sprawca zabija ludzi, przypomina metody działania Jamesa Venamuna, nazywanego „Bliźniaczym Zabójcą”, który został stracony przed piętnastoma laty. Porucznik Kinderman wszczyna dochodzenie. Podejrzewa, że duch szaleńca nawiedza jednego z pacjentów szpitala psychiatrycznego.

## Obsada
- George C. Scott – porucznik William „Bill” Kinderman
- Brad Dourif – James Venamum/Bliźniaczy Zabójca
- Ed Flanders – Ojciec Joseph Kevin Dyer
- Nicol Williamson – Ojciec Paul Morning
- Jason Miller – Pacjent X/Ojciec Damien Karras
- Zohra Lampert – Mary Kinderman
- Grand L. Bush – sierżant Atkins
- Samuel L. Jackson – ślepiec ze snu